# Taillette (helling)

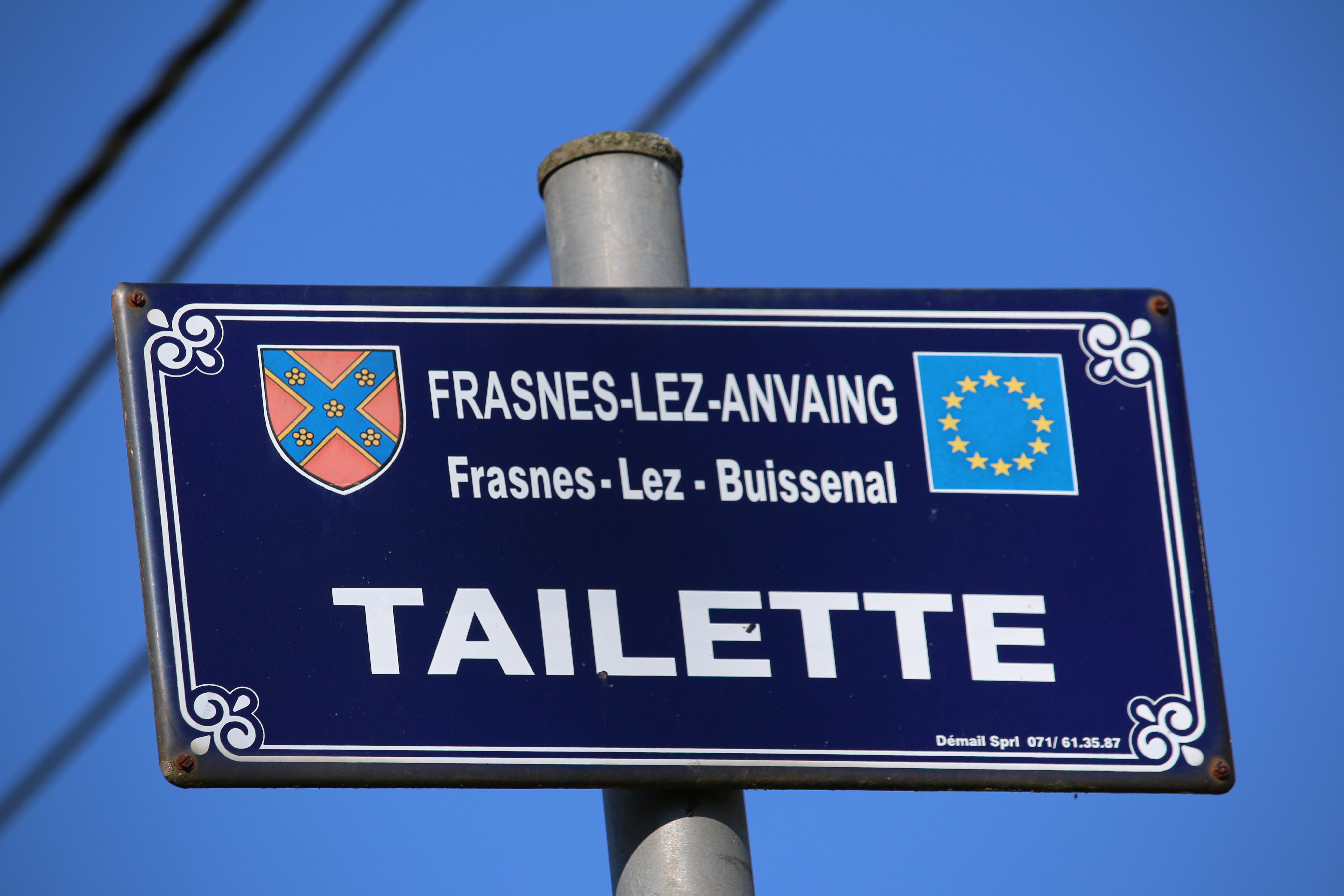

La Taillette is een heuvel in de Belgische provincie Henegouwen. Ze behoort tot de heuvelzone van het Pays des Collines. De voet van de heuvel ligt in Anvaing. Vlak bij de top bevindt zich de top van Le Bourliquet, een helling die net als La Taillette in de Cotacol-encyclopedie is opgenomen. Ook zit ze in de bewegwijzerde Route des Collines voor recreatieve fietsers.